# Rhionaeschna eduardoi
Rhionaeschna eduardoi là loài chuồn chuồn trong họ Aeshnidae. Loài này được Machado mô tả khoa học đầu tiên năm 1984.